# Siroplacodium umbelliferarum
Siroplacodium umbelliferarum är en svampart som beskrevs av Petr. 1958. Siroplacodium umbelliferarum ingår i släktet Siroplacodium, divisionen sporsäcksvampar och riket svampar.   Inga underarter finns listade i Catalogue of Life.